# Otto Schmid (Fußballspieler)
Otto Schmid (* 9. Januar 1922; † 16. März 1963), Epitheton: Gummi-Schmid, war ein deutscher Fußballspieler. Der größte Erfolg des Torhüters des VfB Stuttgart war der Gewinn der deutschen Meisterschaft 1950. Von 1945 bis 1951 absolvierte der auch als Feldspieler einsetzbare Schmid in der damals erstklassigen Fußball-Oberliga Süd insgesamt 189 Ligaspiele, in denen er zwei Tore erzielte und im Debütjahr 1945/46 die Meisterschaft gewann.

## Laufbahn
Das VfB-Eigengewächs wird bereits in der Saison 1940/41 in der Gauliga Württemberg als Spieler in der Ligaelf der Mannschaft mit dem Ring auf der Brust geführt. Als Stammtorhüter agierte in dieser Zeit noch Ernst Schnaitmann und das junge Nachwuchstalent lief deshalb nur zweimal als Torhüter auf, dafür aber 17 mal als Feldspieler, wo er auch zwei Tore beim Erreichen des 2. Platzes hinter den „Blauen“ der Stuttgarter Kickers erzielte. In der Saison 1942/43 gewann Schmid mit den „Roten“ des VfB die Gauligameisterschaft. In der Endrunde um die deutsche Meisterschaft verlor er aber mit seiner Mannschaft am 2. Mai 1943 mit 0:3 gegen München 1860. In der Folgezeit stand er durch Fronteinsatz im Zweiten Weltkrieg dem VfB nicht mehr zur Verfügung.
Nach Ende des Zweiten Weltkriegs gehörte Schmid zu den Spielern, mit denen der VfB die Debütrunde der neu geschaffenen Oberliga Süd in der Saison 1945/46 bestreiten konnte. Mit einem 3:1-Heimerfolg begann die Runde am 4. November 1945 gegen den Altmeister Karlsruher FV. Am letzten Rundenspieltag entschied die Mannschaft von Trainer Fritz Teufel mit einem 1:0-Heimerfolg gegen den Rivalen 1. FC Nürnberg die Meisterschaft für Stuttgart. Mittelstürmer Robert Schlienz hatte in 30 Ligaspielen 42 Tore erzielt und Schmid in 29 Einsätzen zwei Tore erzielt. Die Klasse des VfB-Torhüters wurde durch den Einsatz in den zwei Repräsentativspielen von Süddeutschland gegen Westdeutschland im März und August 1946 in Stuttgart beziehungsweise Köln unterstrichen. In Stuttgart setzte sich der Süden mit 3:0 und in Köln mit 4:3 durch. In der fünften Oberligasaison, 1949/50, erreichten Schmid und Kollegen mit dem VfB die Vizemeisterschaft im Süden und zogen damit in die Endrunde um deutsche Fußballmeisterschaft ein. Schmid hatte in 31 Spielen im Tor gestanden; auch am 2. Oktober 1949 in München beim Spiel der süddeutschen Auswahl gegen Norddeutschland (2:2). In der Endrunde wurde im ersten Spiel der VfL Osnabrück mit 2:1 ausgeschaltet, der 1. FC Kaiserslautern in der Zwischenrunde mit 5:2 und Südmeister SpVgg Fürth im Halbfinale mit 4:1. Die deutlichen Erfolge gegen das Team um Fritz Walter und Horst Schade brachten den VfB vor dem Finale am 25. Juni 1950 in Berlin gegen die Offenbacher Kickers in die Favoritenrolle. Nach Toren von Läpple (17.) und Bühler (27.) ging der VfB mit einer 2:0-Führung in die Pause. Zwar erzielte Offenbach früh durch Horst Buhtz in der 47. Minute in der zweiten Halbzeit den Anschlusstreffer, aber die stabile Stuttgarter Defensive um Torhüter „Gummi-Schmid“ hielt dem Ansturm der Elf vom Bieberer Berg stand und brachte das Resultat über die Ziellinie und der VfB Stuttgart war deutscher Meister.
Die Titelverteidigung war nach der Runde 1950/51 nicht möglich, durch den erreichten vierten Rang konnte der noch amtierende Deutsche Meister nicht in die Endrunde 1951 einziehen. In der Oberliga Süd hatte Schmid in 33 Ligaspielen das VfB-Gehäuse bewacht. Im Juni 1951 ging er mit dem VfB auf eine mehrwöchige Nordamerikareise, die als Präsent der Vereinsführung für den Meistertitel 1950 auf Einladung des Deutsch-Amerikanischen Fußballbundes arrangiert worden war.
Zur Runde 1951/52 gehörte er zwar noch offiziell dem Kader an, aber der aus Bamberg geholte Karl Bögelein wurde auf Anhieb zu seinem Nachfolger. Ab 1952/53 wurde Schmid Jugendtrainer beim VfB.

## Tod
Der Bau-Ingenieur starb schon mit 41 Jahren, nachdem er auf einem Schlachthof in einer brennenden Halle Tiere freigelassen hatte und durch Sauerstoffmangel einen Hirnschlag erlitt.